# Quicksilver Messenger Service
Quicksilver Messenger Service foi uma das primeiras bandas de música psicodélica de São Francisco dos anos 1960, formada por Dino Valente, John Cipollina, Jim Murray, David Freiberg, Greg Elmore e Gary Duncan.
A partir de 1965 o grupo entrou em intensa turnê na região da costa oeste dos Estados Unidos, finalmente conseguindo um contrato com a Capitol Records em 1967 e lançando o álbum Quicksilver Messenger Service. Logo em seguida Murray e Duncan deixaram a banda, e Nicky Hopkins entrou bem a tempo de completar Shady Grove, de 1970; Duncan retornou pouco tempo depois. Esta formação durou por mais um ano, até que o grupo finalmente se separou. O Quicksilver reuniu-se em 1975 e novamente em 1986.

## Histórico
O Quicksilver Messenger Service foi uma das mais importantes bandas de San Francisco e poderiam ter sido ainda maiores se tivessem um pouco mais de ambição.
Gary Duncan, um dos guitarristas, disse que eles queriam apenas gravar alguns discos, se divertirem dando shows e terem grana suficiente para comprar fumo. Mais hippie do que isso, impossível!
O grupo começou em 1964, com uma formação que consistia em Dino Valenti (vocais); Jim Murray (vocais, gaita e guitarra); John Cipollina (guitarra); Skip Spence (guitarra e vocais); David Freiberg (baixo e vocais) e Casey Sonoban (bateria).
Porém, Valenti foi preso pouco tempo depois em uma acusação com drogas e passaria o restante dos anos 60 na cadeia, voltando ao grupo em sua fase final. E logo Skip Spence pularia fora, também, para se juntar ao novato Jefferson Airplane como baterista, a convite de ninguém menos do que Marty Balin, dono do Matrix - onde ensaiavam - e um dos fundadores do grupo que marcaria os anos 60 com o disco Surrealistic Pillow.
Casey Sonoban também logo deixou a banda entrando Greg Elmore. Para o lugar de Spence aparece Greg Duncan, e essa formação iria de 1965 até outubro de 1967.
Com a formação estacionada, a banda dividia palcos de todos os cantos com Grateful Dead, Big Brother and the Holding Company (ainda sem Janis Joplin), Jefferson Airplane, entre outros, em uma sequência exaustiva de apresentações. Era a época do amor livre, do Verão do Amor e o início de todo o movimento hippie.
Após passarem dois anos se apresentando, conseguiram um contrato com a Columbia em 1967 e no ano seguinte lançam o primeiro LP, apenas com o nome do grupo.
Nessa época, eram um quarteto, pois não contava mais com a presença de Jim Murray, que deixou a banda logo após se apresentarem no Monterey Pop Festival. O disco foi bem recebido, e o destaque eram os guitarristas John Cipollina e Gary Duncan, excelentes músicos. O disco contava com uma canção que homenageava Valenti, "Dino's Song".
Em 1969 lançam o grande clássico do grupo, o espetacular Happy Trails. Como era praxe nos anos 60, os trabalhos gráficos eram uma grande preocupação e o Quicksilver não ficava atrás.
Com uma capa desenhada pelo Globe Propaganda e gravado ao vivo, Happy Trails capta a banda no seu auge, em especial, na acachapante e longa versão de "Who Do You Love" de Bo Diddley.
O disco, porém, marca a saída de Duncan, substituído então pelo talentosíssimo tecladista Nicky Hopkins, ex Steve Miller Band e Jeff Beck Group.
Sem um segundo guitarrista, Cipollina se torna definitivamente o cérebro e líder do grupo. Com Hopkins, lançam um disco que frustrou a todos, Shady Grove. O grupo se ressentia de Duncan e Hopkins não tinha conseguido se integrar de maneira satisfatória ao som da banda.
O grupo, porém, teria em 1970, as voltas de Duncan e de Valenti, e se tornaria um sexteto. Por pouco tempo. A volta de Valenti culminaria com o período de decadência da banda. Incapaz de escrever um outro grande hit como havia acontecido com "Get Together" (sucesso com os Youngbloods), a banda lança o decepcionante Just For Love. Feito com pouquíssima inspiração e muita briga interna e crises pessoais, o disco marcaria as saídas de Cipollina e de Hopkins, além da prisão de Freiberg, também por porte de drogas. Anos depois, Freiberg integraria o Jefferson Starship, que havia sido Jefferson Airplane nos anos 60 e no início dos anos 70.
Como Valenti havia sido um dos fundadores do Quicksilver, reteve o nome e junto com Duncan e Elmore conduziu o grupo por mais alguns anos como um trio, lançando discos fracos, até se separarem definitivamente no meio dos anos 70, de maneira até tardia.

Como sempre, a banda fez algumas voltas nos anos 80 na tentativa de ganhar algum dinheiro com um grande nome do passado. Assim, Gary Duncan e Freiberg voltaram como Quicksiver Messenger Service, em 1987, quando passaram um sem-números de músicos desconhecidos.
A magia se desfez totalmente com a morte de Cipollina, no dia 26 de maio de 1989, aos 46 anos. Em 1994, morre Nicky Hopkins em 6 de setembro e o próprio Dino Valenti, em 16 de novembro.
Atualmente existem inúmeros lançamentos póstumos, coletâneas e faixas inéditas, aumentando o culto à banda.
(Fonte: MOFO  )